# تشارلز إرفينغ إليوت
تشارلز إرفينغ إليوت (بالإنجليزية: Charles Irving Elliott)‏ هو طيار أمريكي، ولد في 13 نوفمبر 1892 في Barnum, West Virginia ‏ في الولايات المتحدة، وتوفي في 5 يوليو 1972 في بربانك في الولايات المتحدة بسبب سكتة.